# 2013年度TVB8金曲榜頒獎典禮得獎名單
2013年度TVB8金曲榜頒獎典禮，於2013年12月9日晚上假香港將軍澳電視廣播城舉行，由胡蓓蔚、張敬軒主持。

## 得獎名單

### TVB8金曲榜金曲獎
- 宿醉Part 2 - M.I.C.男團
- 超有感 - 黃鴻升
- 慣性冬眠 - 鍾欣潼
- I Have a Dream  - 謝安琪
- 負借口 - 許廷鏗
- 我明白 - 吳若希
- 時間 - 林欣彤
- 我忘了 - 林曉培
- 你把我灌醉 - G.E.M.
- 小女孩 - 張芸京

### TVB8金曲榜最佳合唱歌曲獎
- 我挺你 - 東哲、陳威全

### TVB8金曲榜最佳新人獎
- 金獎：BOX
- 銀獎：Shina
- 銅獎：Fabel

### TVB8金曲榜最佳唱作歌手獎
- 金獎：黃鴻升
- 銀獎：林欣彤
- 銅獎：范逸臣

### TVB8金曲榜最佳組合獎
- 金獎：M.I.C.男團
- 銀獎：糖兄妹
- 銅獎：東哲

### TVB8金曲榜最受歡迎男歌手獎
- M.I.C.男團

### TVB8金曲榜最受歡迎女歌手獎
- 張芸京

### TVB8金曲榜金曲金獎
- 小女孩 - 張芸京

## 播放媒體
是次頒獎典禮會由電視廣播有限公司（無綫電視）旗下頻道播放，包括，
- 香港：TVB8（直播）、翡翠台（轉播）
- 澳門：TVB8（直播）
- 中国：TVB8（直播）
- 越南：TVB8（直播）
- 新加坡：TVB8（直播）
- ：TVB8（直播）
- 美国：TVB8（轉播）

## 外部連結
- 2013年度TVB8金曲榜頒獎典禮 官方網站（页面存档备份，存于）